# Badaling

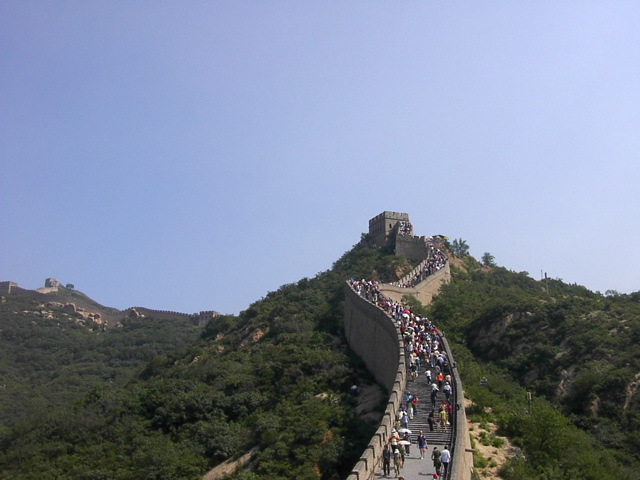
La Grande Muraglia a Badaling

Badaling (cinese semplificato: 八达岭; cinese tradizionale: 八達嶺; pinyin: Bādálǐng) è il sito in cui sorge il tratto più visitato della Grande muraglia cinese, circa 80 chilometri a nordovest di Pechino.  La porzione del muro che corre all'interno dell'area fu edificata durante la Dinastia Ming, assieme ad un avamposto militare, a dimostrazione dell'importanza strategica della zona.
La porzione della muraglia di Badaling ha subito pesanti restauri e, nel 1957, è stato il primo tratto ad essere aperto ai visitatori. Attualmente visitato da milioni di persone ogni anno, l'area ha registrato un notevole sviluppo, anche grazie alla recentemente completata autostrada Badaling, che collega Badaling a Pechino.